# Leszármazási táblák
A leszármazási táblák az ősök ábrázolására szolgáló különféle grafikus táblázatok összefoglaló neve. Különféle leszármazási táblák ismertek. Tágabb értelemben ide sorolhatók az ősjegyzékek is, melyek nem grafikus módon tüntetik fel az ősöket, hanem szöveges formában és az ősszámozás módszerével adják meg a rokonsági fokot.   
Ide tartozik a szűkebb értelemben vett leszármazási tábla, melynek elavult és pontatlan megnevezése a családfa.  
Az őstábla az egyén összes közvetlen férfi és női ősét igyekszik felderíteni. 
A családfa a leszármazás ábrázolására régebben használt módszer. A fa gyökerénél az ősatya helyezkedik el, a nemzedékeket a törzseken, a további leszármazókat az ágakon és a leveleken ábrázolták. Az átlagos kiterjedésű család esetében az ábrázolás alapját hársfa képezte, a hiányos kiterjedésnél nyárfa, szerteágazó kiterjedésnél vörösberkenye.
Az ősfa bizonyos ágakra kiterjedő genealógiai tábla (pl. kamarási, máltai), melyekre nemesség igazolásánál vagy az őspróbánál volt szükség. Néha díszes formában állították ki, címerekkel kiegészítve.  